# 126
Évszázadok: 1. század – 2. század – 3. század
Évtizedek: 70-es évek – 80-as évek – 90-es évek – 100-as évek – 110-es évek – 120-as évek – 130-as évek – 140-es évek – 150-es évek – 160-as évek – 170-es évek
Évek: 121 – 122 – 123 – 124 –  125 – 126 – 127 – 128 – 129 – 130 – 131

## Események

### Római Birodalom
- Marcus Annius Verust (helyettese márciustól L. Valerius Propinquus, júliustól L. Cuspius Camerinus) és Caius Eggius Ambibulust (helyettese C. Saenius Severus) választják consulnak.

### Kína
- Pan Jong kínai hadvezér folytatja a Tarim-medence meghódoltatását. Ebben az évben a Turpantól északra és keletre fekvő "Csüsi hat királyságát" hódítja meg.

## Születések
- augusztus 1. – Pertinax római császár († 193)